# Tirrenios
Tirrenios, tirrenos (griego ático Τυρρήνιοι, Tyrrēnioi), tirsenios o tirsenos (jónico Τυρσήνιοι Tyrsēnioi; dórico Τυρσάνιοι, Tyrsānioi) era un exónimo usado por los autores de la Antigua Grecia para aludir a un pueblo no griego.

## Primeras referencias
El origen del nombre es incierto. Solo se conoce por el uso que le dieron los autores griegos, pero aparentemente no es de origen griego. Ha sido relacionado con tursis, también un préstamo «mediterráneo» al griego, que significa ‘torre’. También se han propuesto relaciones directas con Tusci, un exónimo latino para los etruscos, de Turs-ci. (Véase también «Turan» y «Tiranía».)
Las primeras apariciones en la literatura ocurren en Hesíodo y en el himno homérico a Dioniso. Hesíodo escribe:

Éstos [los hijos de Circe], muy lejos, al fondo de las islas sagradas, reinaban sobre los célebres tirrenos.

En el himno homérico a Dioniso los piratas tirsenios raptan al dios:

Entonces allí vinieron rápidamente sobre el chispeante mar los piratas tirsenios en un barco con buenas cubiertas; un destino miserable les engañó.

## Posible identificación con los etruscos
Más tarde, entre los siglos VI y V a. C., el nombre aludía específicamente a los etruscos, por quienes fue bautizado el mar Tirreno, según Estrabón. En Píndaro, los Tyrsanoi aparecen agrupados con los cartagineses como amenaza de la Magna Grecia:

Te suplico, Cronio, concedas que los gritos de batalla de los cartagineses y etruscos permanezcan silenciosos en casa, ahora que han visto que su arrogancia acarrea lamentos a sus barcos fuera de Cumas.

El nombre también aparece en un fragmento de Sófocles.
El nombre pasó a estar cada vez más relacionado con el genérico pelasgos. Heródoto los ubica en Crestonia (Tracia), como vecinos de los pelasgos. Similarmente, Tucídides los menciona junto con los pelasgos y los relaciones con los piratas lemnios y con la población pregriega del Ática.
Lemnos permaneció relativamente libre de la influencia griega hasta el periodo helenístico, y resulta interesante que la estela de Lemnos (siglo VI a. C.) esté inscrita en un idioma muy parecido al etrusco. Esto ha llevado a la postulación de un grupo de «lenguas tirsénicas» que incluye el etrusco, el lemnio y el rético.
Hay pues evidencias de que hubo de hecho al menos una relación lingüística entre los lemnios y los etruscos. Las circunstancias de esto son discutibles. Una mayoría de investigadores, al menos en Italia, adscribirían los tirrenios egeos a la expansión etruscas de los siglos VIII a VI a. C., ubicando la tierra natal de los etruscos en Italia y los Alpes, particularmente por su relación con la población rética alpina.
Una hipótesis que relaciona a los tirrenios y los etruscos propone que estos proceden al menos parcialmente de una invasión del siglo XII a. C. procedente del Egeo y Anatolia que conquistó a la cultura de Villanova itálica, reclamando algunos investigadores una relación o al menos una evidencia de contacto estrecho entre las lenguas anatolias y el etrusco.
Los defensores de esta última escuela de pensamiento señalan la leyenda del origen lidio de los etruscos narrada por Heródoto, y la afirmación de Tito Livio de que los retios eran etruscos expulsados a las montañas por los invasores galos. Los críticos de esta teoría señalan las escasas evidencias de una relación lingüística del etrusco con el indoeuropeo, y mucho menos con el anatolio, y a Dionisio de Halicarnaso, quien argumenta decididamente contra una relación etrusco-lidia. Sin embargo, el lenguaje lidio indoeuropeo aparece por primera vez algo después de cuando se dice que los emigrantes tirrenios marchasen a Italia. También hay varias lenguas no indoeuropeas presentes en la antigua Anatolia, algunas de las cuales podrían estar relacionadas con el etrusco y las demás lenguas tirsénicas. También tiene cierto interés que los propios griegos hablasen de un sustrato anterior que fue absorbido por los lidios para formar una tribu de grupos que terminaría formando este pueblo.